# Phaeoradulum guadelupense
Phaeoradulum guadelupense är en svampart som beskrevs från Guadeloupe av Narcisse Théophile Patouillard 1900. Phaeoradulum guadelupense ingår i släktet Phaeoradulum, ordningen Boletales, klassen Agaricomycetes, divisionen basidiesvampar och riket svampar.   Inga underarter finns listade i Catalogue of Life.